# (9055) Edvardsson
(9055) Edvardsson est un astéroïde de la ceinture principale.

## Description
(9055) Edvardsson est un astéroïde de la ceinture principale. Il fut découvert le 29 février 1992 à La Silla par le programme UESAC. Il présente une orbite caractérisée par un demi-grand axe de 2,81 UA, une excentricité de 0,28 et une inclinaison de 7,8° par rapport à l'écliptique.

## Compléments